# パイロメーター

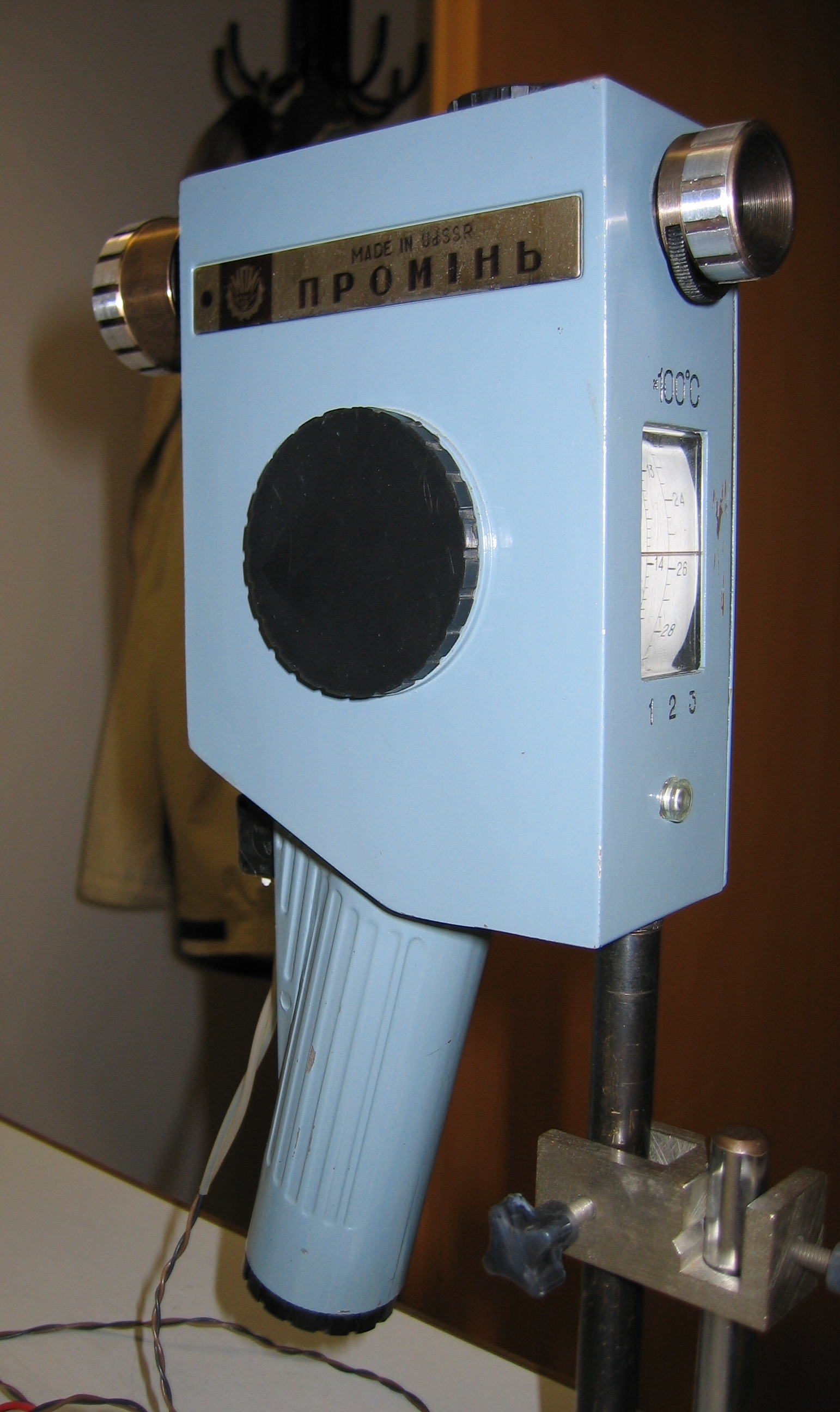
光高温計

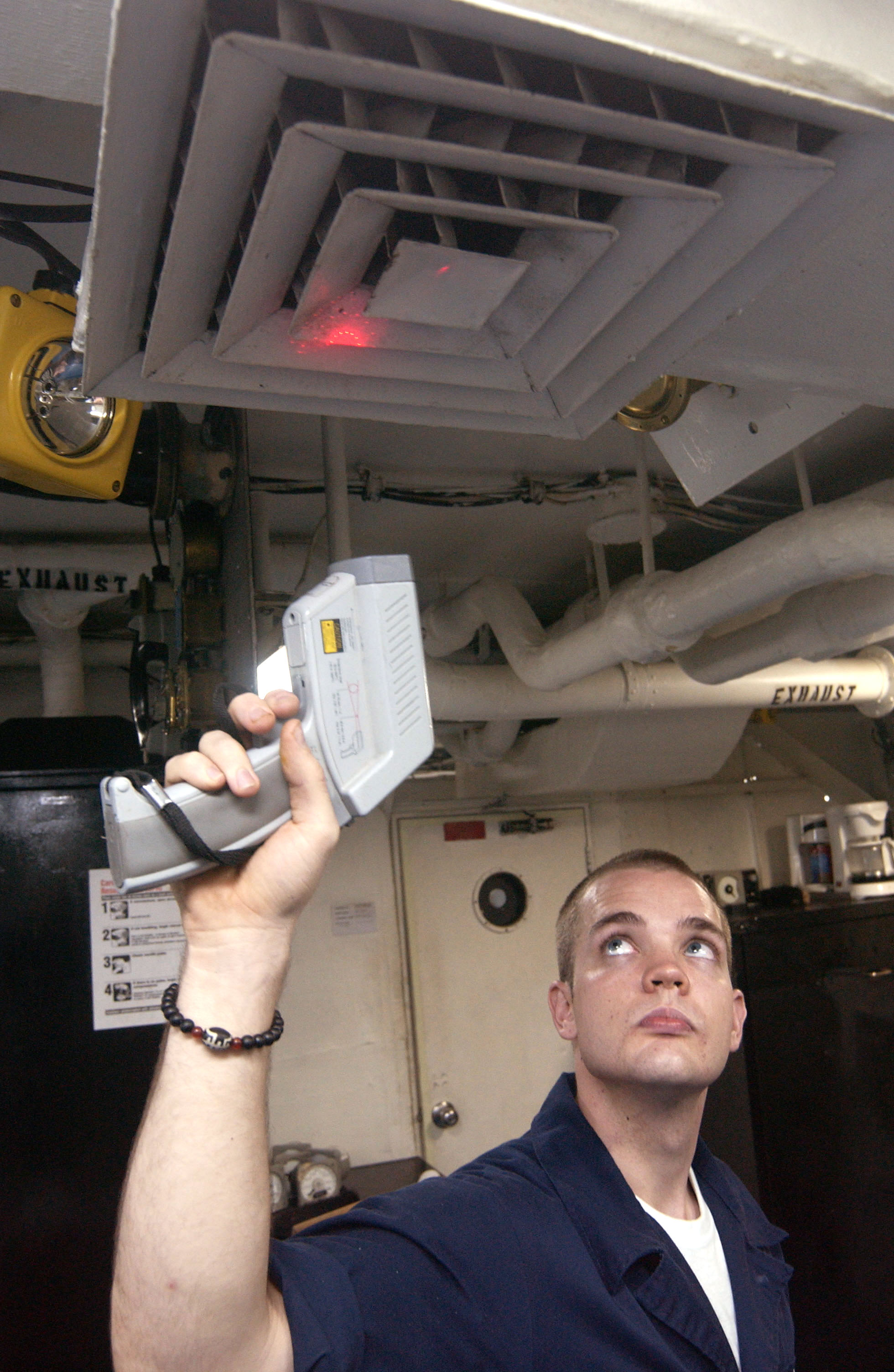
換気システムの温度をチェックする船員。

パイロメーター（Pyrometer）は、離れた物体の温度測定に用いられる非接触温度計の一種。歴史的に様々な形態のパイロメーターが存在し、現代の用途では離れた場所より対象物が放出する熱放射量から表面温度を決定する装置のことで、この計測過程は時に放射測定とも通称される。
このパイロメーターの語は、測定を意味する“メーター”の頭に、ギリシャ語で火を意味する "πυρ" をつけたものである。この語は元々、白熱（少なくとも赤熱）する物体から放出される可視光によって、対象物の温度を測定できる機器を指すものだった。現代のパイロメーターや赤外線温度計 (infrared thermometer) は、赤外線の放射束を検知することにより対象物の温度が常温付近でも測定する。

## 動作原理
パイロメーターは、光学装置と検出器からなり、光学装置で熱放射を検出器のある焦点に集める。検出器の出力信号(温度 T)は、物体からの熱放射 j* に関係し、シュテファン＝ボルツマンの法則によって、シュテファン＝ボルツマン定数ともよばれる比例係数 σ 、および物体の放射率 ε と以下の関係にある。
{\displaystyle j^{\star }=\varepsilon \sigma T^{4}}
この出力信号から物体の温度に関する情報が得られる。このように、パイロメーターでは物体と直接接触する必要がない点で、接触させる必要がある熱電対や測温抵抗体とは大きく異なる。

## 歴史

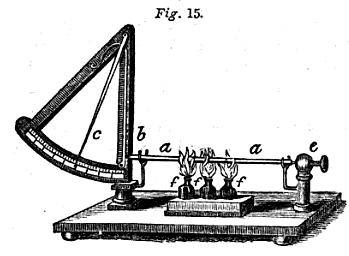
1852年のパイロメーター。金属棒(a)がランプ(f)で加熱されると膨張して、レバー(b)を押すと針(c)が測定目盛りに沿って移動する。(e)は金属棒の位置を保つ固定器具。(c)上部のバネは(b)を逆側に押しており、金属棒が冷めると針が戻っていく

陶芸家ジョサイア・ウェッジウッドが初めて窯内部の温度を測定するパイロメーターを発明し 、当初これは既知の温度で焼成された粘土の色を比較するものだったが、最終的には窯の温度によって変わる粘土の収縮を測定するものに刷新された（左図は、金属棒の膨張を活用した後年の例）。

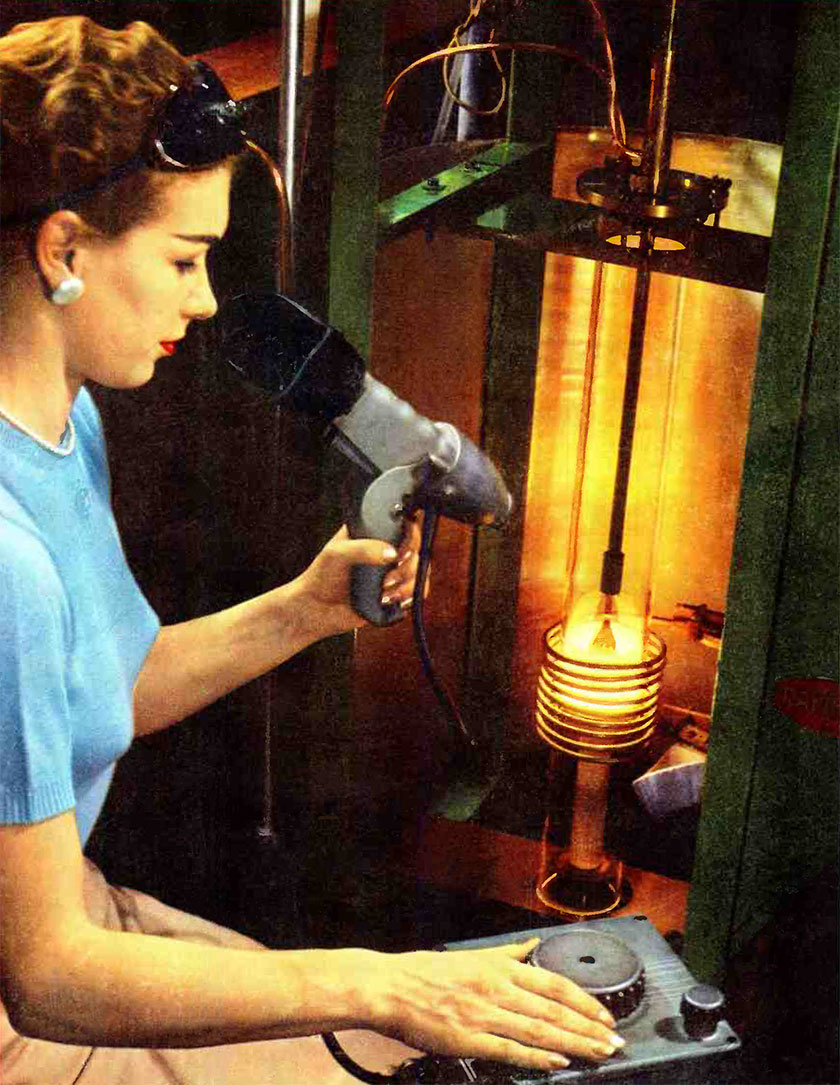
技術者がフィラメント式パイロメーターを使ってシリコンの融点を測定している様子（1956年）。

最初のフィラメント式パイロメーター (disappearing-filament pyrometer) は、1901年にL・ホルボーンとF・クールバウムによって製作された。この装置は観察者の目と加熱対象物の間に薄い電気フィラメントがある。フィラメントに電流を通して、対象物と同じ色（つまり温度）になって両者の見分けがもはや付かなくなるまで調整を行う。同装置は電流から温度を推測できるよう較正済みである。
フィラメント式パイロメーターおよび別種のいわゆる輝度式パイロメーター(brightness pyrometer)によって示される温度は、物体の放射率に依存する。輝度式パイロメーターの使用が増えるにつれ、放射率数値の知識に依存していることに問題があることが明らかとなった。放射率は多くの場合、表面のざらつき、容積、表面組成、そして温度自体によっても劇変することが判明したのである。
この難題を乗り越えるべく、比率式や2色式のパイロメーターが開発された。これは温度を個々の波長で放出される放射の強さと関連づけるプランクの法則に基づくもので、2つの異なる波長でプランク値の強さが違っていれば温度を導出することができる。どちらの波長も放射率が等しいとの前提で算出するこの導出法は、灰色体仮定(gray body assumption)として知られている。比率式パイロメーターとは、基本的に単一機器の中に輝度式パイロメーターが2つあるものを言う。比率式パイロメーターの運用原理は1920年代から1930年代にかけて開発され、1939年に市販された。
比率式パイロメーターの使用が普及するにつれ、様々な素材（一例として金属）が2波長で同じ放射率にならないことが判明した。これら素材の場合、放射率を無視できなくなり温度測定に誤差が出る。誤差の大きさは、そこで測定された放射数値および波長によってまちまちである。2色比率式パイロメーターでは、素材の放射率が波長に依存するかどうかを測定できない。
未知のまたは変化する放射率を持つ実際の対象物の温度をより正確に測定するため、複数波長式パイロメーター(multiwavelength pyrometer)がアメリカ国立標準技術研究所で構想され、1992年に記述された。複数波長式パイロメーターは3以上の波長および数学的操作を用いて、放射率が未知で変化したり、どの波長でも異なるような場合でも、正確な温度測定を実現させようとするものである。

## 応用
パイロメーターは、動く物体の温度や、届かなかったり触れない物体の温度を測定するのに特に適している。現代のマルチスペクトル・パイロメーターは、ガスタービンエンジン燃焼室内の高温を高精度で測定するのに適している。
冶金での高炉操作において、温度は根幹のパラメータである。信頼性があり溶融温度を連続して測定できる方法は、精錬操作の効率的な制御のために必須である。精錬速度を最大化し、スラグを最適温度で生成し、燃料消費を最小限とし、耐火物の寿命を長くすることにもなる。従来は熱電対が用いられてきたが、すぐに溶けてしまうために連続測定には適していない。

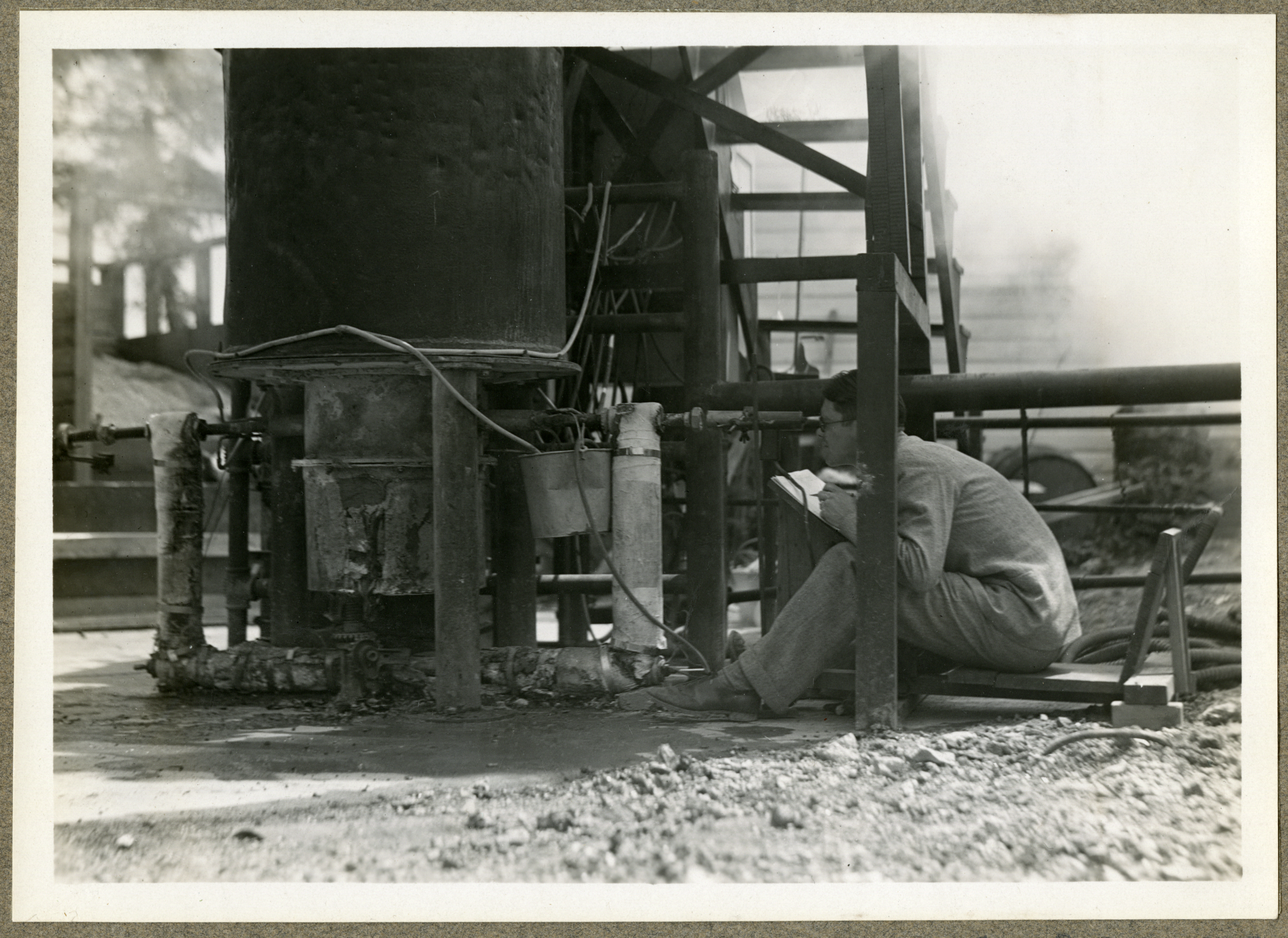
高炉にあるコークスの燃焼温度を光学パイロメーターを用いて測定する様子（1930年、固定窒素研究所）

ソルトバス（塩浴）炉は最大1300°Cで稼働し、熱処理用途で用いられる。溶融塩と処理が行われる鋼との間で猛烈な熱伝導を伴う非常に高温な稼働は、溶融塩の温度を測定することで精度が維持される。大半の失敗は、ソルトバスよりも低温である表面のスラグによって引き起こされる
トゥイア(Tuyère)・パイロメーターは、高炉の鋼浴に供給する空気や反応物の温度を羽口(はぐち)を通して測定する光学装置である。
蒸気ボイラーには、過熱蒸気発生装置の蒸気温度を測定する目的でパイロメーターを設置する場合がある。
熱気球では、布地の過熱を防止するために球皮（エンベロープ）上部の温度を測定するパイロメーターが備え付けられている。
パイロメーターは、タービンブレードの表面温度を測定する目的で実験用ガスタービンエンジンに設置される場合がある。こうしたパイロメーターは、個々のタービンブレードの位置とパイロメーターの出力を連動させるべくタコメータと組み合わされることもある。タイミングと放射状位置を組み合わせることで、エンジニアは回転するブレードの正確な温度を判断できる。